# Temporada 2021 de TCR South America

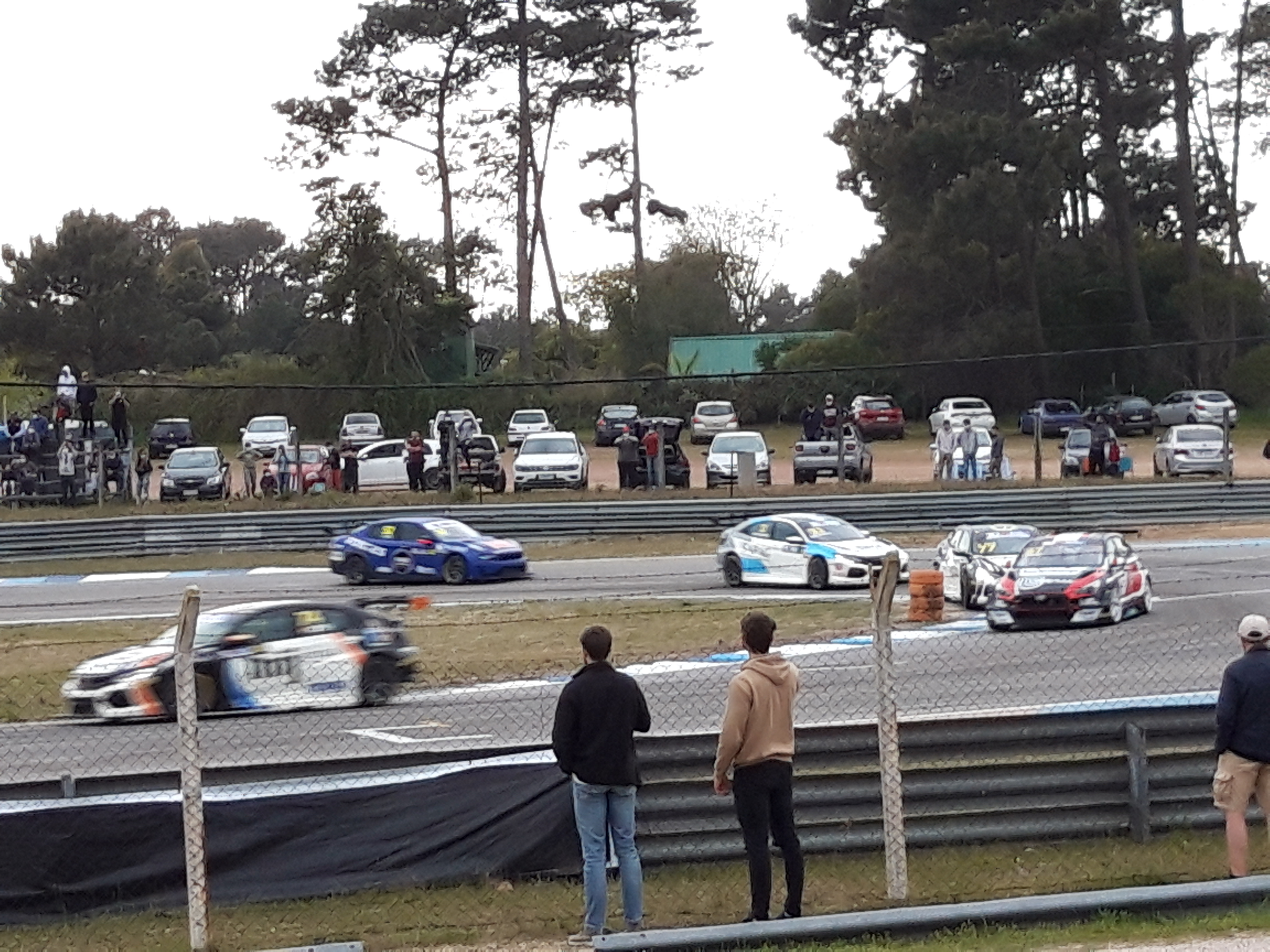
Carrera de El Pinar

La temporada 2021 de TCR South America fue la edición inaugural de dicho campeonato. El cronograma estuvo pactado en ocho competencias entre el 26 de junio y el 19 de diciembre.

## Equipos y pilotos
| Equipo           | Auto                            | N.º | Piloto              | C | Carreras |
| ---------------- | ------------------------------- | --- | ------------------- | - | -------- |
| Cobra Racing     | Audi RS3 LMS TCR (2017)         | 10  | Adalberto Baptista  | T | Todas    |
| Cobra Racing     | Audi RS3 LMS TCR (2017)         | 13  | Rodrigo Baptista    |   | Todas    |
| PropCar Racing   | Alfa Romeo Giulietta Veloce TCR | 11  | Paul Holton         |   | 1        |
| PropCar Racing   | Alfa Romeo Giulietta Veloce TCR | 16  | Fabio Casagrande    | T | 1-3      |
| PropCar Racing   | Alfa Romeo Giulietta Veloce TCR | 17  | Roy Block           | T | 2, 5     |
| PropCar Racing   | Alfa Romeo Giulietta Veloce TCR | 25  | Ayrton Chorne       |   | 4        |
| PropCar Racing   | Alfa Romeo Giulietta Veloce TCR | 38  | Diego Martínez      | T | 4        |
| PropCar Racing   | Alfa Romeo Giulietta Veloce TCR | 70  | Matías Cravero      |   | 5-6      |
| PropCar Racing   | Alfa Romeo Giulietta Veloce TCR | 95  | Javier Manta        | T | 6-7      |
| PropCar Racing   | Alfa Romeo Giulietta Veloce TCR | 111 | Fabricio Larratea   |   | 3        |
| PropCar Racing   | Alfa Romeo Giulietta Veloce TCR | 177 | Valdeno Brito       |   | 7        |
| MC Tubarão       | Audi RS3 LMS TCR (2017)         | 12  | Marcio Basso        | T | 1        |
| MC Tubarão       | Audi RS3 LMS TCR (2017)         | 37  | Guilherme Reischl   | T | 1        |
| MC Tubarão       | Audi RS3 LMS TCR (2017)         | 55  | Geciel de Andrade   |   | 1        |
| MC Tubarão       | Audi RS3 LMS TCR (2017)         | 55  | Geciel de Andrade   | T | 2        |
| Scuderia CJ      | Hyundai Elantra N TCR           | 12  | Sérgio Jimenez      |   | 2        |
| Scuderia CJ      | Hyundai Elantra N TCR           | 15  | Enrique Maglione    | T | 3        |
| Scuderia CJ      | Hyundai Elantra N TCR           | 18  | Thiago Marques      | T | 2        |
| Scuderia CJ      | Hyundai Elantra N TCR           | 27  | Rodrigo Aramendía   |   | 3        |
| Scuderia CJ      | Hyundai Elantra N TCR           | 35  | Pedro Aizza         |   | 6        |
| Scuderia CJ      | Hyundai Elantra N TCR           | 53  | Eugenio Provens     |   | 6        |
| Squadra Martino  | Honda Civic Type-R TCR (FK2)    | 16  | Fabio Casagrande    | T | 4-8      |
| Squadra Martino  | Honda Civic Type-R TCR (FK2)    | 25  | Ayrton Chorne       |   | 3        |
| Squadra Martino  | Honda Civic Type-R TCR (FK2)    | 60  | Juan Manuel Casella |   | 4        |
| Squadra Martino  | Honda Civic Type-R TCR (FK7)    | 22  | Juan Ángel Rosso    |   | 6        |
| Squadra Martino  | Honda Civic Type-R TCR (FK7)    | 25  | Ayrton Chorne       |   | 1-2      |
| Squadra Martino  | Honda Civic Type-R TCR (FK7)    | 33  | José Manuel Sapag   |   | 1-2, 4-7 |
| Squadra Martino  | Honda Civic Type-R TCR (FK7)    | 52  | Cyro Fontes         |   | 3        |
| Squadra Martino  | Honda Civic Type-R TCR (FK7)    | 70  | Matías Cravero      |   | 7        |
| Squadra Martino  | Honda Civic Type-R TCR (FK7)    | 88  | Facundo Marques     |   | 5        |
| Squadra Martino  | Honda Civic Type-R TCR (FK7)    | 133 | Juan Pablo Bessone  |   | 8        |
| Squadra Martino  | Honda Civic Type-R TCR (FK7)    | 155 | Gonzalo Reilly      |   | 3-4      |
| Squadra Martino  | Honda Civic Type-R TCR (FK7)    | 170 | Dorian Mansilla     |   | 8        |
| PMO Motorsport   | Lynk & Co 03 TCR                | 30  | Pablo Otero         | T | 3-4      |
| PMO Motorsport   | Lynk & Co 03 TCR                | 44  | Ernesto Bessone II  | T | 5-6      |
| PMO Motorsport   | Lynk & Co 03 TCR                | 52  | Cyro Fontes         |   | 4        |
| PMO Motorsport   | Lynk & Co 03 TCR                | 81  | Claudio Rama        | T | 6        |
| PMO Motorsport   | Lynk & Co 03 TCR                | 96  | Santiago Urrutia    |   | 3, 7     |
| PMO Motorsport   | Lynk & Co 03 TCR                | 113 | Fabricio Pezzini    |   | 7-8      |
| PMO Motorsport   | Lynk & Co 03 TCR                | 114 | Ever Franetovich    |   | 5        |
| PMO Racing       | Peugeot 308 TCR                 | 44  | Ernesto Bessone II  | T | 7-8      |
| Perú Racing Team | Hyundai i30 N TCR               | 47  | Rodrigo Pflucker    |   | 3-5      |
| W2 ProGP         | Honda Civic Type-R TCR (FK7)    | 74  | Pepe Oriola         |   | Todas    |
| W2 ProGP         | Honda Civic Type-R TCR (FK7)    | 77  | Raphael Reis        |   | Todas    |
| Fuente:          |                                 |     |                     |   |          |

| Icono | C           |
| ----- | ----------- |
| T     | Copa Trophy |

### Binomios Carrera Endurance Curitiba
| N.º | Piloto titular     | Piloto invitado    | Auto                            | Equipo          | C |
| --- | ------------------ | ------------------ | ------------------------------- | --------------- | - |
| 10  | Adalberto Baptista | Alan Hellmeister   | Audi RS3 LMS TCR (2017)         | Cobra Racing    | T |
| 12  | Sérgio Jimenez     | Beto Monteiro      | Hyundai Elantra N TCR           | Scuderia CJ     |   |
| 13  | Rodrigo Baptista   | Tom Coronel        | Audi RS3 LMS TCR (2017)         | Cobra Racing    |   |
| 16  | Fabio Casagrande   | James Vance        | Alfa Romeo Giulietta Veloce TCR | PropCar Racing  | T |
| 17  | Roy Block          | Tim Lewis Jr.      | Alfa Romeo Giulietta Veloce TCR | PropCar Racing  | T |
| 18  | Thiago Marques     | Giovanni Girotto   | Hyundai Elantra N TCR           | Scuderia CJ     | T |
| 25  | Ayrton Chorne      | Pedro Aizza        | Honda Civic Type-R TCR (FK7)    | Squadra Martino |   |
| 33  | José Manuel Sapag  | Esteban Guerrieri  | Honda Civic Type-R TCR (FK7)    | Squadra Martino |   |
| 55  | Geciel de Andrade  | Ruslan Carta Filho | Audi RS3 LMS TCR (2017)         | MC Tubarão      | T |
| 74  | Pepe Oriola        | Marcelo Costa      | Honda Civic Type-R TCR (FK7)    | W2 ProGP        |   |
| 77  | Raphael Reis       | Valdeno Brito      | Honda Civic Type-R TCR (FK7)    | W2 ProGP        |   |

### Binomios Carrera Endurance Buenos Aires
| N.º | Piloto titular     | Piloto invitado    | Auto                            | Equipo          | C |
| --- | ------------------ | ------------------ | ------------------------------- | --------------- | - |
| 10  | Adalberto Baptista | Nonô Figueiredo    | Audi RS3 LMS TCR (2017)         | Cobra Racing    | T |
| 13  | Rodrigo Baptista   | Tom Coronel        | Audi RS3 LMS TCR (2017)         | Cobra Racing    |   |
| 16  | Fabio Casagrande   | Facundo Marques    | Honda Civic Type-R TCR (FK2)    | Squadra Martino | T |
| 22  | Juan Ángel Rosso   | Matías Milla       | Honda Civic Type-R TCR (FK7)    | Squadra Martino |   |
| 33  | José Manuel Sapag  | Esteban Guerrieri  | Honda Civic Type-R TCR (FK7)    | Squadra Martino |   |
| 35  | Pedro Aizza        | Damián Fineschi    | Hyundai Elantra N TCR           | Scuderia CJ     |   |
| 44  | Ernesto Bessone II | Fabricio Pezzini   | Lynk & Co 03 TCR                | PMO Motorsport  | T |
| 53  | Eugenio Provens    | Nicolás Palau      | Hyundai Elantra N TCR           | Scuderia CJ     |   |
| 70  | Matías Cravero     | Juan Pablo Bessone | Alfa Romeo Giulietta Veloce TCR | PropCar Racing  |   |
| 74  | Pepe Oriola        | Martin Ryba        | Honda Civic Type-R TCR (FK7)    | W2 ProGP        |   |
| 77  | Raphael Reis       | Néstor Girolami    | Honda Civic Type-R TCR (FK7)    | W2 ProGP        |   |
| 81  | Claudio Rama       | Leandro Rama       | Lynk & Co 03 TCR                | PMO Motorsport  | T |
| 95  | Javier Manta       | Gonzalo Fernández  | Alfa Romeo Giulietta Veloce TCR | PropCar Racing  | T |

## Calendario
| Ronda    | Circuito                                                    | Fecha               |
| -------- | ----------------------------------------------------------- | ------------------- |
| 1        | Autódromo José Carlos Pace, São Paulo                       | 26-27 de junio      |
| 2        | Autódromo Internacional de Curitiba, Curitiba               | 24-25 de julio      |
| 3        | Autódromo Eduardo Prudêncio Cabrera, Rivera                 | 11-12 de septiembre |
| 4        | Autódromo Víctor Borrat Fabini, El Pinar                    | 2-3 de octubre      |
| 5        | Autódromo Parque Ciudad de Río Cuarto, Río Cuarto           | 30-31 de octubre    |
| 6        | Autódromo Oscar y Juan Gálvez, Buenos Aires                 | 12-13 de noviembre  |
| 7        | Autódromo Oscar Cabalén, Alta Gracia                        | 4-5 de diciembre    |
| 8        | Autódromo de Concepción del Uruguay, Concepción del Uruguay | 18-19 de diciembre  |
| Fuentes: |                                                             |                     |

## Resultados
| Ronda | Ronda | Ronda                  | Pole Position                       | Vuelta rápida    | Piloto ganador               | Equipo ganador   | Ganador Copa Trophy | Resultados |
| ----- | ----- | ---------------------- | ----------------------------------- | ---------------- | ---------------------------- | ---------------- | ------------------- | ---------- |
| 1     | 1     | Interlagos             | Raphael Reis                        | Pepe Oriola      | Pepe Oriola                  | W2 ProGP         | Adalberto Baptista  | Resultados |
| 1     | 2     | Interlagos             |                                     | Pepe Oriola      | Pepe Oriola                  | W2 ProGP         | Adalberto Baptista  | Resultados |
| 2     | 3     | Curitiba               | José Manuel Sapag Esteban Guerrieri | Tom Coronel      | Rodrigo Baptista Tom Coronel | Cobra Racing     | Fabio Casagrande    | Resultados |
| 3     | 4     | Rivera                 | Santiago Urrutia                    | Pepe Oriola      | Santiago Urrutia             | PMO Motorsport   | Pablo Otero         | Resultados |
| 3     | 5     | Rivera                 |                                     | Pepe Oriola      | Pepe Oriola                  | W2 ProGP         | Pablo Otero         | Resultados |
| 4     | 6     | El Pinar               | Rodrigo Baptista                    | Rodrigo Baptista | Rodrigo Baptista             | Cobra Racing     | Diego Martínez      | Resultados |
| 4     | 7     | El Pinar               |                                     | Rodrigo Baptista | Rodrigo Baptista             | Cobra Racing     | Pablo Otero         | Resultados |
| 5     | 8     | Río Cuarto             | Ever Franetovich                    | Pepe Oriola      | Ever Franetovich             | PMO Motorsport   | Ernesto Bessone II  | Resultados |
| 5     | 9     | Río Cuarto             |                                     | Rodrigo Pflucker | Rodrigo Pflucker             | Perú Racing Team | Ernesto Bessone II  | Resultados |
| 6     | 10    | Buenos Aires           | Juan Ángel Rosso Matías Milla       | Raphael Reis     | Raphael Reis Néstor Girolami | W2 ProGP         | Ernesto Bessone II  | Resultados |
| 7     | 11    | Alta Gracia            |                                     | Rodrigo Baptista | Santiago Urrutia             | PMO Motorsport   | Adalberto Baptista  | Resultados |
| 7     | 12    | Alta Gracia            | Fabricio Pezzini                    | Santiago Urrutia | Fabricio Pezzini             | PMO Motorsport   | Javier Manta        | Resultados |
| 8     | 13    | Concepción del Uruguay | Rodrigo Baptista                    | Pepe Oriola      | Pepe Oriola                  | W2 ProGP         | Ernesto Bessone II  | Resultados |
| 8     | 14    | Concepción del Uruguay |                                     | Raphael Reis     | Fabricio Pezzini             | PMO Motorsport   | Fabio Casagrande    | Resultados |

## Puntuaciones
Ronda 1, 3 a 5, 7 y 8
| Pos.          | 1.º           | 2.º           | 3.º           | 4.º           | 5.º           | 6.º           | 7.º           | 8.º           | 9.º           | 10.º          | 11.º          | 12.º          | 13.º          | 14.º          | 15.º          |
| Clasificación | Clasificación | Clasificación | Clasificación | Clasificación | Clasificación | Clasificación | Clasificación | Clasificación | Clasificación | Clasificación | Clasificación | Clasificación | Clasificación | Clasificación | Clasificación |
| ------------- | ------------- | ------------- | ------------- | ------------- | ------------- | ------------- | ------------- | ------------- | ------------- | ------------- | ------------- | ------------- | ------------- | ------------- | ------------- |
| Pts.          | 5             | 4             | 3             | 2             | 1             |               |               |               |               |               |               |               |               |               |               |
| Carrera       |               |               |               |               |               |               |               |               |               |               |               |               |               |               |               |
| Pts.          | 25            | 20            | 16            | 13            | 11            | 10            | 9             | 8             | 7             | 6             | 5             | 4             | 3             | 2             | 1             |

Ronda 2 y 6
| Pos.          | 1.º           | 2.º           | 3.º           | 4.º           | 5.º           | 6.º           | 7.º           | 8.º           | 9.º           | 10.º          | 11.º          | 12.º          | 13.º          | 14.º          | 15.º          |
| Clasificación | Clasificación | Clasificación | Clasificación | Clasificación | Clasificación | Clasificación | Clasificación | Clasificación | Clasificación | Clasificación | Clasificación | Clasificación | Clasificación | Clasificación | Clasificación |
| ------------- | ------------- | ------------- | ------------- | ------------- | ------------- | ------------- | ------------- | ------------- | ------------- | ------------- | ------------- | ------------- | ------------- | ------------- | ------------- |
| Pts.          | 5             | 4             | 3             | 2             | 1             |               |               |               |               |               |               |               |               |               |               |
| Carrera       |               |               |               |               |               |               |               |               |               |               |               |               |               |               |               |
| Pts.          | 50            | 40            | 32            | 26            | 22            | 20            | 18            | 16            | 14            | 12            | 10            | 8             | 6             | 4             | 2             |

## Clasificaciones

### Campeonato de Pilotos
| Pos. | Piloto              | INT | INT | CUR  | RIV  | RIV | EPI | EPI | RCU | RCU | BA  | AG  | AG   | CDU  | CDU | Pts. |
| ---- | ------------------- | --- | --- | ---- | ---- | --- | --- | --- | --- | --- | --- | --- | ---- | ---- | --- | ---- |
| 1    | Pepe Oriola         | 12  | 1   | 65   | 2    | 1   | 24  | Ret | 3   | 4   | 5   | 2   | 5    | 12   | 2   | 278  |
| 2    | Rodrigo Baptista    | 34  | Ret | 1    | 5    | 2   | 1   | 1   | 8   | DSQ | 4   | 5   | 45   | 31   | 5   | 247  |
| 3    | Raphael Reis        | 21  | DSQ | 43   | 4    | 9   | 43  | 5   | 5   | 5   | 13  | 6   | 3    | 23   | 8†  | 236  |
| 4    | José Manuel Sapag   | 53  | 5   | Ret1 |      |     | 35  | 3   | 45  | Ret | 32  | 3   | 7    |      |     | 138  |
| 5    | Adalberto Baptista  | 7   | 4   | 7†   | 8    | 7   | 8   | 7   | 10  | 6   | 12  | 9   | 9    | 6    | 9   | 130  |
| 6    | Fabio Casagrande    | 9†  | Ret | 3    | 9    | 8   | WD  | WD  | 9   | 7   | 10  | 9   | 10   | 5    | 6   | 116  |
| 7    | Fabricio Pezzini    |     |     |      |      |     |     |     |     |     | 6   | 4   | 1    | DNS4 | 1   | 90   |
| 8    | Santiago Urrutia    |     |     |      | 1    | 10† |     |     |     |     |     | 1   | 2    |      |     | 85   |
| 9    | Tom Coronel         |     |     | 1    |      |     |     |     |     |     | 4   |     |      |      |     | 78   |
| 10   | Rodrigo Pflucker    |     |     |      | WD   | WD  | 72  | 4   | 2   | 1   |     |     |      |      |     | 75   |
| 11   | Ernesto Bessone II  |     |     |      |      |     |     |     | 73  | 3   | 6   | DNS | DNS4 | 4    | 7   | 72   |
| 12   | Ayrton Chorne       | 6   | 3   | 5    | 75   | DNS | DNS | DNS |     |     |     |     |      |      |     | 60   |
| 13   | Pablo Otero         |     |     |      | 3    | 4   | 9   | 2   |     |     |     |     |      |      |     | 56   |
| 14   | Néstor Girolami     |     |     |      |      |     |     |     |     |     | 13  |     |      |      |     | 53   |
| 15   | Ever Franetovich    |     |     |      |      |     |     |     | 1   | 2   |     |     |      |      |     | 50   |
| 16   | Juan Ángel Rosso    |     |     |      |      |     |     |     |     |     | 21  |     |      |      |     | 45   |
| 16   | Matías Milla        |     |     |      |      |     |     |     |     |     | 21  |     |      |      |     | 45   |
| 17   | Sérgio Jimenez      |     |     | 2    |      |     |     |     |     |     |     |     |      |      |     | 44   |
| 17   | Beto Monteiro       |     |     | 2    |      |     |     |     |     |     |     |     |      |      |     | 44   |
| 18   | Pedro Aizza         |     |     | 54   |      |     |     |     |     |     | 7   |     |      |      |     | 42   |
| 19   | Esteban Guerrieri   |     |     | Ret1 |      |     |     |     |     |     | 32  |     |      |      |     | 41   |
| 20   | Paul Holton         | 45  | 2   |      |      |     |     |     |     |     |     |     |      |      |     | 34   |
| 21   | Valdeno Brito       |     |     | 43   |      |     |     |     |     |     |     | Ret | 11†  |      |     | 34   |
| 22   | James Vance         |     |     | 3    |      |     |     |     |     |     |     |     |      |      |     | 32   |
| 23   | Facundo Marques     |     |     |      |      |     |     |     | 64  | 8   | 10  |     |      |      |     | 32   |
| 24   | Fabricio Larratea   |     |     |      | 6    | 3   |     |     |     |     |     |     |      |      |     | 26   |
| 25   | Dorian Mansilla     |     |     |      |      |     |     |     |     |     |     |     |      | 75   | 3   | 26   |
| 26   | Martin Ryba         |     |     |      |      |     |     |     |     |     | 5   |     |      |      |     | 23   |
| 27   | Diego Martínez      |     |     |      |      |     | 5   | 6   |     |     |     |     |      |      |     | 21   |
| 28   | Marcelo Costa       |     |     | 65   |      |     |     |     |     |     |     |     |      |      |     | 21   |
| 29   | Rodrigo Aramendía   |     |     |      | 113  | 5   |     |     |     |     |     |     |      |      |     | 19   |
| 30   | Matías Cravero      |     |     |      |      |     |     |     | Ret | Ret | Ret | 7   | 6    |      |     | 19   |
| 31   | Guilherme Reischl   | 8   | 6   |      |      |     |     |     |     |     |     |     |      |      |     | 18   |
| 32   | Alan Hellmeister    |     |     | 7†   |      |     |     |     |     |     |     |     |      |      |     | 18   |
| 33   | Damián Fineschi     |     |     |      |      |     |     |     |     |     | 7   |     |      |      |     | 18   |
| 34   | Gonzalo Reilly      |     |     |      | 12†  | DNS | 10† | 8   |     |     |     |     |      |      |     | 18   |
| 35   | Javier Manta        |     |     |      |      |     |     |     |     |     | 11  | Ret | 8    |      |     | 18   |
| 36   | Enrique Maglione    |     |     |      | 10   | 6   |     |     |     |     |     |     |      |      |     | 16   |
| 37   | Eugenio Provens     |     |     |      |      |     |     |     |     |     | 8   |     |      |      |     | 16   |
| 37   | Nicolás Palau       |     |     |      |      |     |     |     |     |     | 8   |     |      |      |     | 16   |
| 38   | Claudio Rama        |     |     |      |      |     |     |     |     |     | 9   |     |      |      |     | 14   |
| 38   | Leandro Rama        |     |     |      |      |     |     |     |     |     | 9   |     |      |      |     | 14   |
| 39   | Juan Pablo Bessone  |     |     |      |      |     |     |     |     |     | Ret |     |      | Ret  | 4   | 13   |
| 40   | Cyro Fontes         |     |     |      | Ret4 | DNS | 6   | Ret |     |     |     |     |      |      |     | 12   |
| 41   | Roy Block           |     |     | Ret  |      |     |     |     | 11  | 9   |     |     |      |      |     | 12   |
| 42   | Gonzalo Fernández   |     |     |      |      |     |     |     |     |     | 11  |     |      |      |     | 10   |
| 43   | Nonô Figueiredo     |     |     |      |      |     |     |     |     |     | 12  |     |      |      |     | 8    |
| NC   | Geciel de Andrade   | Ret | Ret | Ret  |      |     |     |     |     |     |     |     |      |      |     | 0    |
| NC   | Tim Lewis Jr.       |     |     | Ret  |      |     |     |     |     |     |     |     |      |      |     | 0    |
| NC   | Thiago Marques      |     |     | Ret  |      |     |     |     |     |     |     |     |      |      |     | 0    |
| NC   | Giovanni Girotto    |     |     | Ret  |      |     |     |     |     |     |     |     |      |      |     | 0    |
| NC   | Ruslan Carta Filho  |     |     | Ret  |      |     |     |     |     |     |     |     |      |      |     | 0    |
| NC   | Juan Manuel Casella |     |     |      |      |     | DNS | DNS |     |     |     |     |      |      |     | 0    |
| NC   | Marcio Basso        | WD  | WD  |      |      |     |     |     |     |     |     |     |      |      |     | 0    |
| Pos. | Piloto              | INT | INT | CUR  | RIV  | RIV | EPI | EPI | RCU | RCU | BA  | AG  | AG   | CDU  | CDU | Pts. |

| Color     | Resultado                                                               |
| --------- | ----------------------------------------------------------------------- |
| Oro       | Ganador                                                                 |
| Plata     | 2.ª plaza                                                               |
| Bronce    | 3.ª plaza                                                               |
| Verde     | Finalizó en los puntos                                                  |
| Azul      | Finalizó sin puntos                                                     |
| Azul      | NC - No clasificado                                                     |
| Violeta   | Ret - No terminó (Carrera)                                              |
| Rojo      | DNQ - No se clasificó                                                   |
| Negro     | DSQ - Descalificado                                                     |
| Blanco    | DNS - No empezó (carrera)                                               |
| Blanco    | WD - Retirado (fin de semana)                                           |
| Blanco    | C - Carrera cancelada                                                   |
| Sin color | DNP - Inscrito pero no participó                                        |
| Sin color | INJ - Lesionado                                                         |
| Sin color | EX - Excluido                                                           |
| Estado    | Resultado                                                               |
| Negrita   | Pole position                                                           |
| Cursiva   | Vuelta rápida                                                           |
| †         | Abandona, pero clasifica al completar el porcentaje requerido para ello |

### Campeonato de Equipos
| Pos. | Equipo           | INT | INT | CUR  | RIV | RIV | EPI | EPI | RCU | RCU | BA  | AG  | AG   | CDU  | CDU | Pts. |
| ---- | ---------------- | --- | --- | ---- | --- | --- | --- | --- | --- | --- | --- | --- | ---- | ---- | --- | ---- |
| 1    | W2 ProGP         | 12  | 1   | 43   | 2   | 1   | 24  | 5   | 3   | 4   | 13  | 2   | 3    | 12   | 2   | 514  |
| 1    | W2 ProGP         | 21  | DSQ | 6    | 4   | 9   | 43  | Ret | 5   | 5   | 5   | 6   | 5    | 23   | 8†  | 514  |
| 2    | Cobra Racing     | 34  | 4   | 1    | 5   | 2   | 1   | 1   | 8   | 6   | 4   | 5   | 45   | 31   | 5   | 377  |
| 2    | Cobra Racing     | 7   | Ret | 7†   | 8   | 7   | 8   | 8   | 10  | DSQ | 12  | 8   | 9    | 6    | 9   | 377  |
| 3    | Squadra Martino  | 53  | 3   | 54   | 75  | DNS | 35  | 3   | 64  | 7   | 21  | 3   | 6    | 5    | 3   | 349  |
| 3    | Squadra Martino  | 6   | 5   | Ret1 | 12† | DNS | 10† | 8   | 9   | 8   | 32  | 7   | 7    | 7†5  | 6   | 349  |
| 4    | PMO Motorsport   |     |     |      | 1   | 4   | 6   | 2   | 1   | 2   | 6   | 1   | 1    | DNS4 | 1   | 333  |
| 4    | PMO Motorsport   |     |     |      | 3   | 10† | 9   | Ret | 73  | 3   | 9   | 4   | 2    |      |     | 333  |
| 5    | PropCar Racing   | 45  | 2   | 3    | 6   | 3   | 5   | 6   | 11  | 9   | 11  | Ret | 8    |      |     | 170  |
| 5    | PropCar Racing   | 9†  | Ret | Ret  | 9   | 8   | DNS | DNS | Ret | Ret | Ret | Ret | 11†  |      |     | 170  |
| 6    | Scuderia CJ      |     |     | 2    | 10  | 5   |     |     |     |     | 7   |     |      |      |     | 113  |
| 6    | Scuderia CJ      |     |     | Ret  | 113 | 6   |     |     |     |     | 8   |     |      |      |     | 113  |
| 7    | Perú Racing Team |     |     |      | WD  | WD  | 72  | 4   | 2   | 1   |     |     |      |      |     | 75   |
| 8    | PMO Racing       |     |     |      |     |     |     |     |     |     |     | DNS | DNS4 | 4    | 7   | 24   |
| 9    | MC Tubarão       | 8   | 6   | Ret  |     |     |     |     |     |     |     |     |      |      |     | 18   |
| 9    | MC Tubarão       | Ret | Ret |      |     |     |     |     |     |     |     |     |      |      |     | 18   |
| Pos. | Equipo           | INT | INT | CUR  | RIV | RIV | EPI | EPI | RCU | RCU | BA  | AG  | AG   | CDU  | CDU | Pts. |

| Color     | Resultado                                                               |
| --------- | ----------------------------------------------------------------------- |
| Oro       | Ganador                                                                 |
| Plata     | 2.ª plaza                                                               |
| Bronce    | 3.ª plaza                                                               |
| Verde     | Finalizó en los puntos                                                  |
| Azul      | Finalizó sin puntos                                                     |
| Azul      | NC - No clasificado                                                     |
| Violeta   | Ret - No terminó (Carrera)                                              |
| Rojo      | DNQ - No se clasificó                                                   |
| Negro     | DSQ - Descalificado                                                     |
| Blanco    | DNS - No empezó (carrera)                                               |
| Blanco    | WD - Retirado (fin de semana)                                           |
| Blanco    | C - Carrera cancelada                                                   |
| Sin color | DNP - Inscrito pero no participó                                        |
| Sin color | INJ - Lesionado                                                         |
| Sin color | EX - Excluido                                                           |
| Estado    | Resultado                                                               |
| Negrita   | Pole position                                                           |
| Cursiva   | Vuelta rápida                                                           |
| †         | Abandona, pero clasifica al completar el porcentaje requerido para ello |

### Copa Trophy
| Pos. | Piloto             | INT | INT | CUR  | RIV | RIV | EPI | EPI | RCU | RCU | BA | AG  | AG   | CDU | CDU | Pts. |
| ---- | ------------------ | --- | --- | ---- | --- | --- | --- | --- | --- | --- | -- | --- | ---- | --- | --- | ---- |
| 1    | Adalberto Baptista | 13  | 1   | 2†3  | 2   | 3   | 21  | 3   | 32  | 2   | 54 | 1   | 23   | 3   | 3   | 324  |
| 2    | Fabio Casagrande   | 3†1 | Ret | 12   | 34  | 4   | WD  | WD  | 24  | 3   | 3  | 2   | 34   | 2   | 1   | 266  |
| 3    | Ernesto Bessone II |     |     |      |     |     |     |     | 1   | 1   | 1  | DNS | DNS1 | 1   | 2   | 165  |
| 4    | Pablo Otero        |     |     |      | 1   | 1   | 32  | 1   |     |     |    |     |      |     |     | 100  |
| 5    | Javier Manta       |     |     |      |     |     |     |     |     |     | 4  | Ret | 12   |     |     | 55   |
| 6    | Diego Martínez     |     |     |      |     |     | 13  | 2   |     |     |    |     |      |     |     | 48   |
| 7    | Guilherme Reischl  | 2   | 2   |      |     |     |     |     |     |     |    |     |      |     |     | 44   |
| 8    | Claudio Rama       |     |     |      |     |     |     |     |     |     | 2  |     |      |     |     | 44   |
| 9    | Enrique Maglione   |     |     |      | 43  | 2   |     |     |     |     |    |     |      |     |     | 36   |
| 10   | Roy Block          |     |     | Ret4 |     |     |     |     | 4   | 4   |    |     |      |     |     | 31   |
| 11   | Thiago Marques     |     |     | Ret1 |     |     |     |     |     |     |    |     |      |     |     | 5    |
| 12   | Geciel de Andrade  |     |     | Ret5 |     |     |     |     |     |     |    |     |      |     |     | 1    |
| NC   | Marcio Basso       | WD  | WD  |      |     |     |     |     |     |     |    |     |      |     |     | 0    |
| Pos. | Piloto             | INT | INT | CUR  | RIV | RIV | EPI | EPI | RCU | RCU | BA | AG  | AG   | CDU | CDU | Pts. |

| Color     | Resultado                                                               |
| --------- | ----------------------------------------------------------------------- |
| Oro       | Ganador                                                                 |
| Plata     | 2.ª plaza                                                               |
| Bronce    | 3.ª plaza                                                               |
| Verde     | Finalizó en los puntos                                                  |
| Azul      | Finalizó sin puntos                                                     |
| Azul      | NC - No clasificado                                                     |
| Violeta   | Ret - No terminó (Carrera)                                              |
| Rojo      | DNQ - No se clasificó                                                   |
| Negro     | DSQ - Descalificado                                                     |
| Blanco    | DNS - No empezó (carrera)                                               |
| Blanco    | WD - Retirado (fin de semana)                                           |
| Blanco    | C - Carrera cancelada                                                   |
| Sin color | DNP - Inscrito pero no participó                                        |
| Sin color | INJ - Lesionado                                                         |
| Sin color | EX - Excluido                                                           |
| Estado    | Resultado                                                               |
| Negrita   | Pole position                                                           |
| Cursiva   | Vuelta rápida                                                           |
| †         | Abandona, pero clasifica al completar el porcentaje requerido para ello |